# Helianthemum pilosum
Helianthemum pilosum är en solvändeväxtart som först beskrevs av Carl von Linné, och fick sitt nu gällande namn av Christiaan Hendrik Persoon. Helianthemum pilosum ingår i släktet solvändor, och familjen solvändeväxter.

## Underarter
Arten delas in i följande underarter:
- H. p. carneum
- H. p. fontiquerianum
- H. p. pseudoasperum